# Ligue adriatique de basket-ball 2018-2019
Navigation
Édition précédente Édition suivante
| \| Aleksandrovac Bar Crvena Zvezda / · FMP / Partizan Ljubljana Novo Mesto Podgorica Sremska Mitrovica Zadar Cedevita / Cibona \| Localisation des clubs engagés dans le championnat. |
| Aleksandrovac Bar Crvena Zvezda / · FMP / Partizan Ljubljana Novo Mesto Podgorica Sremska Mitrovica Zadar Cedevita / Cibona                                                           |

La saison 2018-2019 de l'ABA Liga est la 18e édition de la ligue adriatique de basket-ball et la 9e sous cette appellation. Elle oppose cette saison les douze meilleurs clubs d'ex-Yougoslavie en une série de vingt-deux journées.
Lors de cette saison, Budućnost VOLI défend son titre face à onze autres équipes.
Les quatre meilleures équipes de la saison régulière sont qualifiés pour les playoffs. Le vainqueur du tournoi est désigné champion de la ligue adriatique.

## Formule de la compétition
Douze équipes s'affrontent lors de la saison régulière sous forme de matches aller-retour. Chaque formation dispute vingt-deux rencontres, soit onze à domicile et onze à l'extérieur. À la fin de la saison, les quatre meilleures équipes sont qualifiées pour les playoffs. Le vainqueur des playoffs est couronné champion de la ligue adriatique.
Les playoffs se déroulent en deux tours : demi-finales et finale.
Les demi-finales se déroulent au meilleur des trois manches. La première rencontre se joue chez l'équipe la mieux classée lors de la saison régulière, puis la seconde chez l'équipe la moins bien classée lors de la saison régulière, et l'éventuelle troisième à nouveau chez l'équipe la mieux classée. Si une équipe atteint les deux victoires avant le match 3, ce dernier n'est pas disputé.
La finale se déroule quant à elle au meilleur des cinq manches. La première rencontre se joue chez l'équipe la mieux classée lors de la saison régulière. Si une équipe atteint les trois victoires avant les matchs 4 ou 5, ces derniers ne sont pas disputés.

## Clubs engagés

### Participants et localisation
Un total de douze équipes participent au championnat dont onze de la saison passée auxquelles a été ajouté le champion de deuxième division qui est Krka.
Légende des couleurs
- Champion en titre
- Vice-champion en titre
- Promu

## Saison régulière

### Classement
| Rang | Équipe                     | Pts | J  | G  | P  | Pp   | Pc   | Diff |
| ---- | -------------------------- | --- | -- | -- | -- | ---- | ---- | ---- |
| 1    | Étoile rouge de Belgrade F | 43  | 22 | 21 | 1  | 1875 | 1517 | 358  |
| 2    | Cedevita Zagreb            | 38  | 22 | 16 | 6  | 1924 | 1769 | 155  |
| 3    | Budućnost Podgorica T      | 38  | 22 | 16 | 6  | 1783 | 1636 | 147  |
| 4    | Partizan de Belgrade       | 36  | 22 | 14 | 8  | 1779 | 1663 | 116  |
| 5    | Mega Bemax                 | 32  | 22 | 10 | 12 | 1802 | 1880 | -78  |
| 6    | FMP Belgrade               | 32  | 22 | 10 | 12 | 1736 | 1786 | -50  |
| 7    | Cibona Zagreb              | 31  | 22 | 9  | 13 | 1744 | 1810 | -66  |
| 8    | Igokea                     | 30  | 22 | 8  | 14 | 1798 | 1869 | -71  |
| 9    | Mornar Bar                 | 30  | 22 | 8  | 14 | 1780 | 1907 | -127 |
| 10   | Krka Novo Mesto            | 29  | 22 | 7  | 15 | 1587 | 1776 | -189 |
| 11   | Zadar                      | 29  | 22 | 7  | 15 | 1803 | 1900 | -97  |
| 12   | Petrol Olimpija            | 28  | 22 | 6  | 16 | 1685 | 1783 | -98  |

| Légende :                                |
| - Qualification pour les playoffs        |
| - Qualification au barrage de relégation |
| - Relégation en ABA Liga 2               |
| T : Tenant du titre                      |
| F : Finaliste de l'ABA Liga 2017-2018    |
| 0                                        |
| Source: aba-liga.com                     |

## Playoffs
|  | Demi-finales | Demi-finales             | Demi-finales        | Demi-finales | Demi-finales |    |    | Finale                   | Finale   | Finale | Finale | Finale | Finale | Finale |  |  |  |  |  |  |  |
|  |              |                          |                     |              |              |    |    |                          |          |        |        |        |        |        |  |  |  |  |  |  |  |
|  | 1            | Étoile rouge de Belgrade | 106                 | 67           | 84           |    |    |                          |          |        |        |        |        |        |  |  |  |  |  |  |  |
|  | 4            | Partizan de Belgrade     | 101                 | 70           | 63           |    |    |                          |          |        |        |        |        |        |  |  |  |  |  |  |  |
|  | 4            | Partizan de Belgrade     | 101                 | 70           | 63           |    | 1  | Étoile rouge de Belgrade | 91       | 107    | 72     | 80     | 97     |        |  |  |  |  |  |  |  |
|  |              |                          |                     |              |              |    | 1  | Étoile rouge de Belgrade | 91       | 107    | 72     | 80     | 97     |        |  |  |  |  |  |  |  |
|  |              | 3                        | Budućnost Podgorica | 72           | 69           | 80 | 84 | 54                       |          |        |        |        |        |        |  |  |  |  |  |  |  |
|  | 2            | 3                        | Budućnost Podgorica | 72           | 69           | 80 | 84 | 54                       | Cedevita | 90     | 72     | 73     |        |        |  |  |  |  |  |  |  |
|  | 2            |                          |                     |              |              |    |    |                          | Cedevita | 90     | 72     | 73     |        |        |  |  |  |  |  |  |  |
|  | 3            | Budućnost Podgorica      | 83                  | 87           | 78           |    |    |                          |          |        |        |        |        |        |  |  |  |  |  |  |  |